# Montségur
Pour les articles homonymes, voir Montségur (homonymie).
Pour l’article ayant un titre homophone, voir Monségur.
Montségur est une commune française située dans le département de l'Ariège, en région Occitanie. Sur le plan historique et culturel, la commune fait partie du pays d'Olmes, haut lieu de la tragédie cathare alliant des paysages d'une extrême diversité.
Exposée à un climat de montagne, elle est drainée par l'Hers-Vif, le ruisseau de Saint-Nicolas et par divers autres petits cours d'eau. La commune possède un patrimoine naturel remarquable : deux sites Natura 2000 (les « gorges de la Frau et Bélesta » et « Garonne, Ariège, Hers, Salat, Pique et Neste »), un espace protégé (la réserve naturelle régionale du massif de Saint-Barthélemy) et trois zones naturelles d'intérêt écologique, faunistique et floristique.
Montségur est une commune rurale qui compte 116 habitants en 2022, après avoir connu un pic de population de 877 habitants en 1851. Elle fait partie de l'aire d'attraction de Lavelanet. Ses habitants sont appelés les Montséguriens ou Montséguriennes.
Le village est surtout réputé pour son château dit « cathare », sur un piton à 1 207 m, classé au titre des monuments historiques, et par le terrible bûcher du 16 mars 1244.
Le site de Montségur figure depuis décembre 2017 dans le Réseau des Grands Sites de France.

## Géographie

### Localisation
La commune de Montségur se trouve dans le département de l'Ariège, en région Occitanie.
Commune des Pyrénées située au sud de Lavelanet en Pays des Pyrénées cathares. C'est une commune limitrophe du département de l'Aude. Elle est bordée à l'est par l'Hers-Vif, qui creusent alors les gorges de la Frau.
Sur le plan historique et culturel, Montségur fait partie du pays d'Olmes, haut lieu de la tragédie cathare alliant des paysages d'une extrême diversité.
Elle se situe à 21 km à vol d'oiseau de Foix, préfecture du département, à 33 km de Pamiers, sous-préfecture, et à 7 km de Lavelanet, bureau centralisateur du canton du Pays d'Olmes dont dépend la commune depuis 2015 pour les élections départementales.
La commune fait en outre partie du bassin de vie de Lavelanet.
Les communes les plus proches sont : 
Villeneuve-d'Olmes (4,2 km), Montferrier (4,2 km), Bénaix (4,5 km), Fougax-et-Barrineuf (4,9 km), Saint-Jean-d'Aigues-Vives (6,6 km), Lavelanet (6,9 km), L'Aiguillon (7,5 km), Péreille (7,9 km).
Montségur est limitrophe de sept autres communes dont une dans le département de l'Aude.
|             | Bénaix    | Fougax-et-Barrineuf |
| Montferrier | Montségur | Comus (Aude)        |
| Axiat       | Lordat    | Prades              |

### Superficie et relief
La superficie cadastrale de la commune publiée par l’Insee, qui sert de références dans toutes les statistiques, est de 37,16 km2,. La superficie géographique, issue de la BD Topo, composante du Référentiel à grande échelle produit par l'IGN, est quant à elle de 37,45 km2. Son relief est particulièrement escarpé puisque la dénivelée maximale atteint 1 735 mètres. L'altitude du territoire varie entre 630 m et 2 365 m.

### Géologie
La commune est située dans les Pyrénées, une chaîne montagneuse jeune, érigée durant l'ère tertiaire (il y a 40 millions d'années environ), en même temps que les Alpes. Les terrains affleurants sur le territoire communal sont constitués de roches sédimentaires datant pour certaines du Mésozoïque, anciennement appelé Ère secondaire, qui s'étend de −252,2 à −66,0 Ma, et pour d'autres du Paléozoïque, une ère géologique qui s'étend de −541 à −252,2 Ma. La structure détaillée des couches affleurantes est décrite dans les feuilles « n°1075 - Foix » et « n°1076 - Lavelanet » de la carte géologique harmonisée au 1/50 000ème du département de l'Ariège, et leurs notices associées,.

### Hydrographie

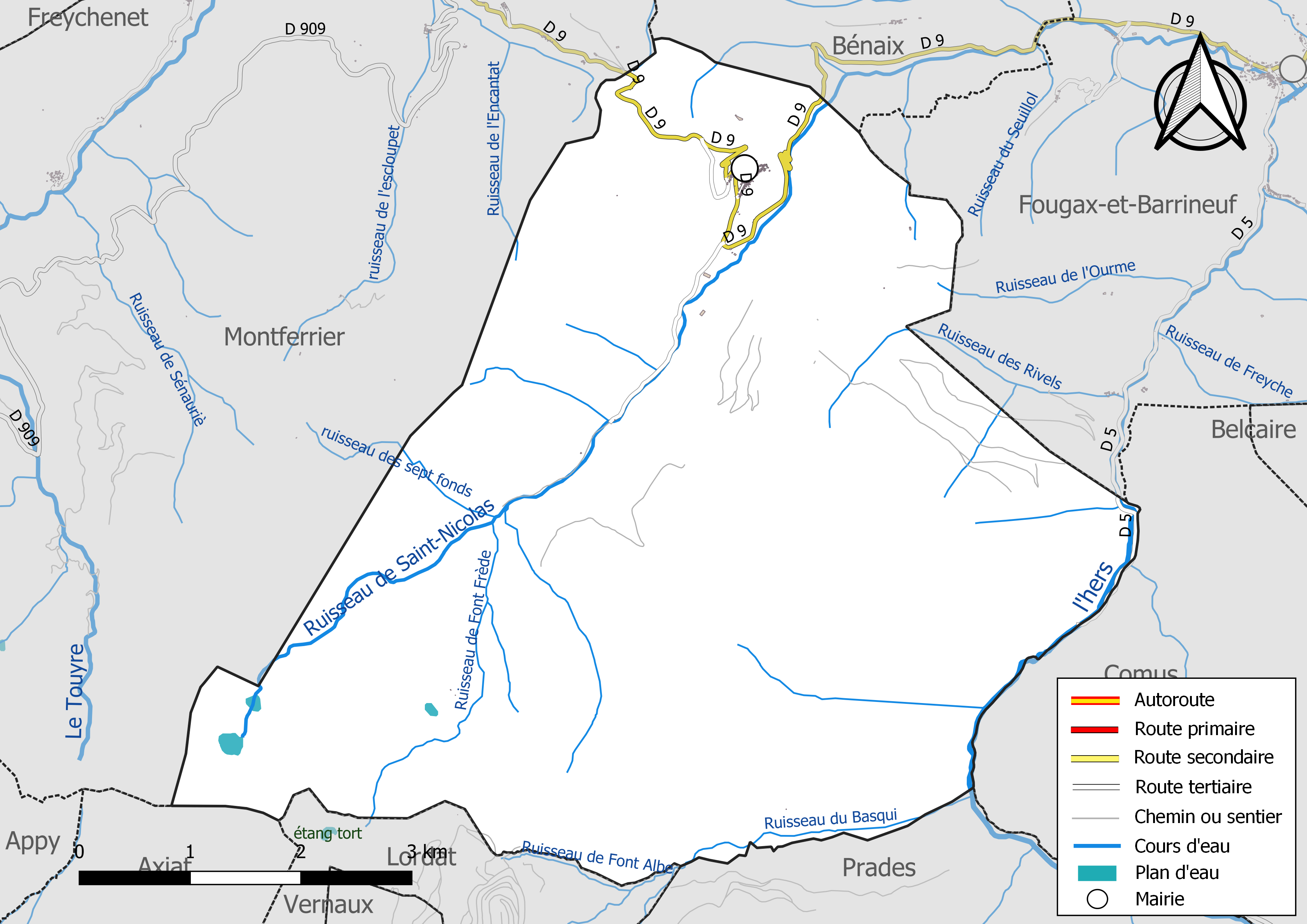
Réseaux hydrographique et routier de Montségur.

La commune est dans le bassin versant de la Garonne, au sein du bassin hydrographique Adour-Garonne. Elle est drainée par l'Hers-Vif, le ruisseau de Saint-Nicolas, le ruisseau de Font Albe, le ruisseau de Font Frède, le ruisseau de freychinadel, le ruisseau de l'Encantat, le ruisseau de l'Ourme, le ruisseau des Rivels, le ruisseau des sept fonds, le ruisseau du Basqui et par divers petits cours d'eau, constituant un réseau hydrographique de 32 km de longueur totale,.
L'Hers-Vif, d'une longueur totale de 134,9 km, prend sa source dans la commune de Prades et s'écoule du sud vers le nord. Il traverse la commune et se jette dans l'Ariège à Cintegabelle, après avoir traversé 41 communes.
Le ruisseau de Saint-Nicolas, d'une longueur totale de 13,6 km, prend sa source dans la commune et s'écoule du sud-ouest vers le nord-est. Il traverse la commune et se jette dans l'Hers-Vif à Fougax-et-Barrineuf, après avoir traversé 4 communes.

### Climat
Pour des articles plus généraux, voir Climat de l'Occitanie et Climat de l'Ariège.
En 2010, le climat de la commune est de type climat des marges montargnardes, selon une étude s'appuyant sur une série de données couvrant la période 1971-2000. En 2020, Météo-France publie une typologie des climats de la France métropolitaine dans laquelle la commune est exposée à un climat de montagne et est dans la région climatique Pyrénées centrales, caractérisée par une pluviométrie annuelle de 1 000 à 1 200 mm.
Pour la période 1971-2000, la température annuelle moyenne est de 9,9 °C, avec une amplitude thermique annuelle de 14,8 °C. Le cumul annuel moyen de précipitations est de 1 025 mm, avec 8,9 jours de précipitations en janvier et 7,2 jours en juillet. Pour la période 1991-2020, la température moyenne annuelle observée sur la station météorologique la plus proche, située sur la commune de Montferrier à 4 km à vol d'oiseau, est de 11,2 °C et le cumul annuel moyen de précipitations est de 1 438,0 mm,. Pour l'avenir, les paramètres climatiques de la commune estimés pour 2050 selon différents scénarios d'émission de gaz à effet de serre sont consultables sur un site dédié publié par Météo-France en novembre 2022.

### Paysages

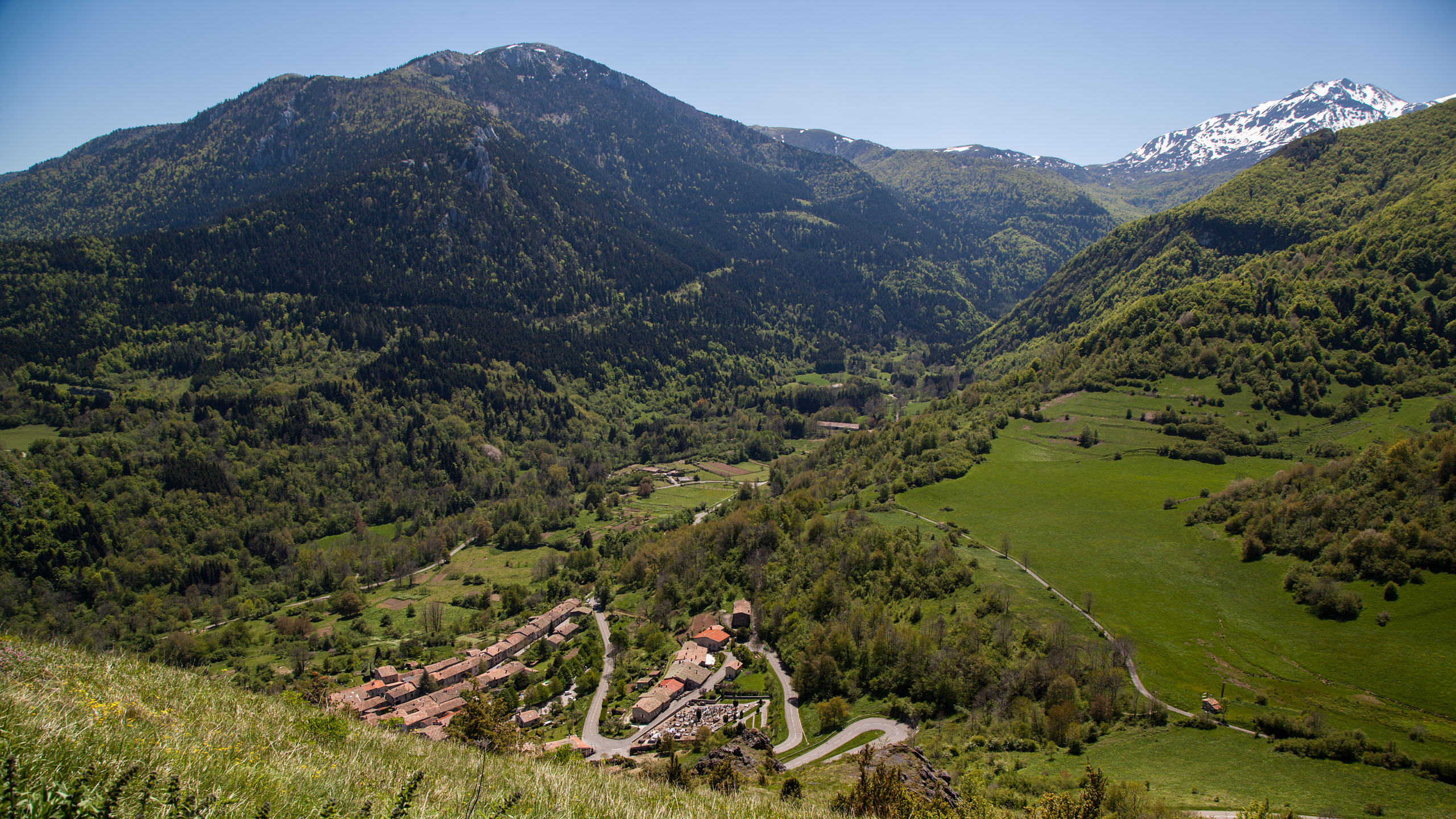
Le village vu depuis le château.
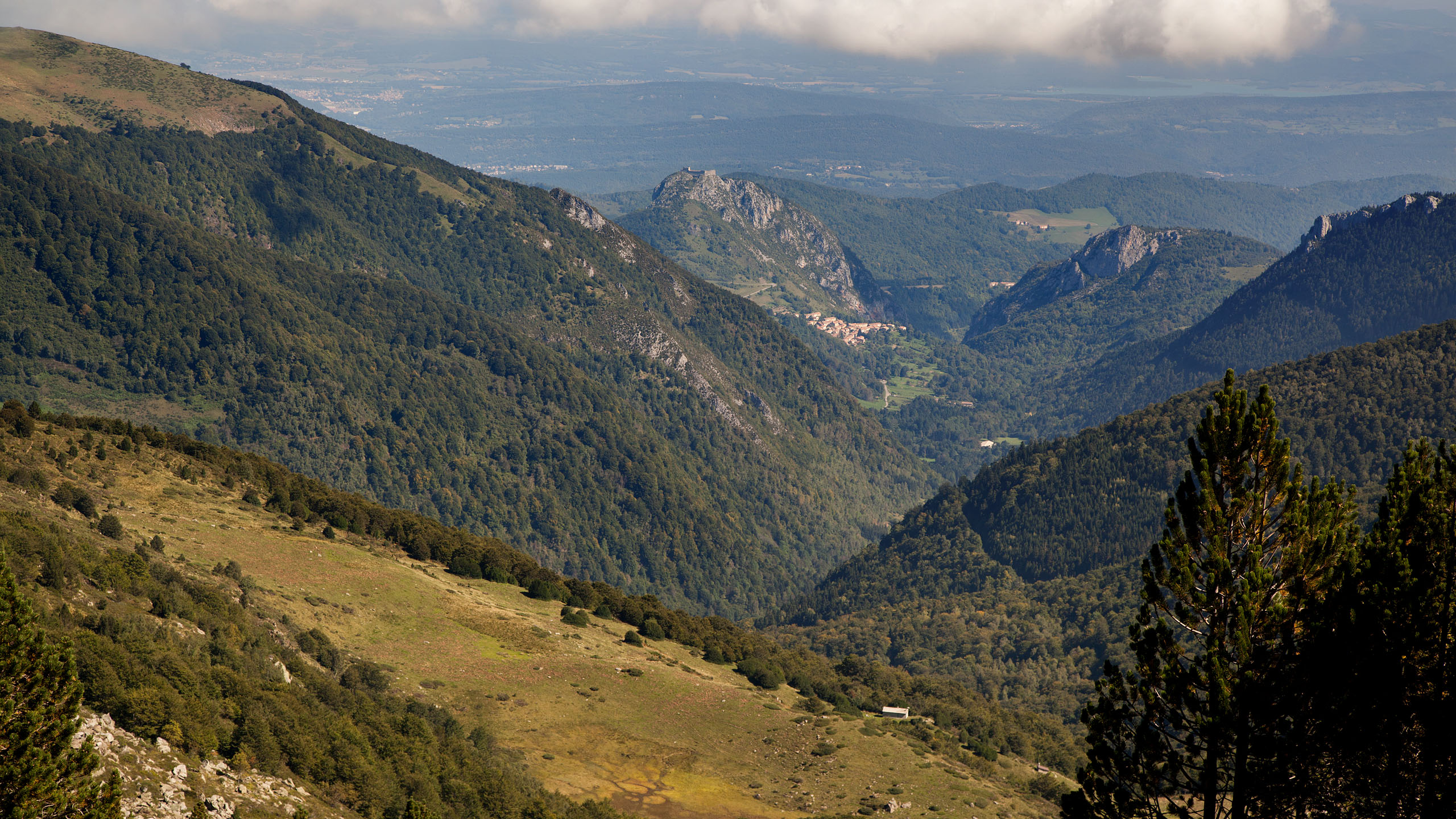
Vue depuis le col de la Peyre.

### Milieux naturels et biodiversité

#### Espaces protégés
La protection réglementaire est le mode d’intervention le plus fort pour préserver des espaces naturels remarquables et leur biodiversité associée,.
Un  espace protégé est présent sur la commune : 
la réserve naturelle régionale du massif de Saint-Barthélemy, classée en 2015, d'une superficie de 459,1 ha, qui comprend majoritairement des milieux ouverts servant de zone d'estive bovine et ovine au-dessus du domaine de la hêtraie-sapinière. La flore compte une cinquantaine d'espèces végétales patrimoniales dont deux sont protégées nationalement, la drosera à feuilles rondes et l'androsace de Vandelli et une régionalement, la linaigrette engainée,.

#### Réseau Natura 2000

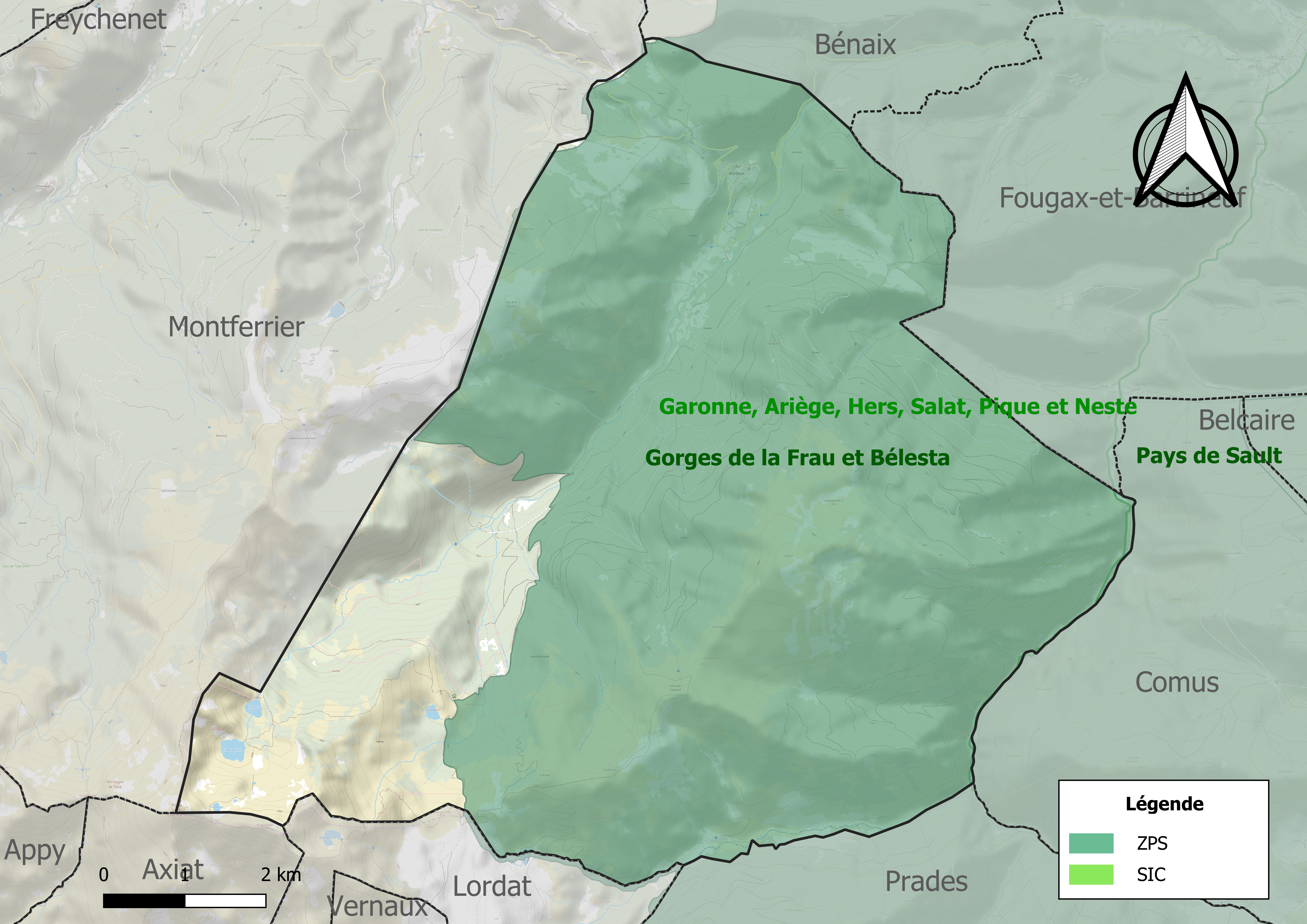
Site Natura 2000 sur le territoire communal.

Le réseau Natura 2000 est un réseau écologique européen de sites naturels d'intérêt écologique élaboré à partir des directives habitats et oiseaux, constitué de zones spéciales de conservation (ZSC) et de zones de protection spéciale (ZPS).
Un site Natura 2000 a été défini sur la commune au titre de la directive habitats :
- « Garonne, Ariège, Hers, Salat, Pique et Neste », d'une superficie de 9 581 ha, un réseau hydrographique pour les poissons migrateurs, avec des zones de frayères actives et potentielles importantes pour le Saumon en particulier qui fait l'objet d'alevinages réguliers et dont des adultes atteignent déjà Foix sur l'Ariège[32]

et un au titre de la directive oiseaux : 
- les « gorges de la Frau et Bélesta », d'une superficie de 12 360 ha, hébergent une avifaune de montagne bien représentée sur ce site avec quatorze espèces de l'annexe I qui s'y reproduisent, parmi lesquelles six espèces de rapaces diurnes et deux espèces de rapaces nocturnes[33].

#### Zones naturelles d'intérêt écologique, faunistique et floristique
L’inventaire des zones naturelles d'intérêt écologique, faunistique et floristique (ZNIEFF) a pour objectif de réaliser une couverture des zones les plus intéressantes sur le plan écologique, essentiellement dans la perspective d’améliorer la connaissance du patrimoine naturel national et de fournir aux différents décideurs un outil d’aide à la prise en compte de l’environnement dans l’aménagement du territoire.
Deux ZNIEFF de type 1 sont recensées sur la commune :
le « massif de Tabe - Saint-Barthélemy » (15 185 ha), couvrant 20 communes du département, et 
les « montagnes de Belesta, de la Frau, de l'Ordat et de Prades » (14 014 ha), couvrant 32 communes dont 28 dans l'Ariège et 4 dans l'Aude
et une ZNIEFF de type 2, : 
les « montagnes d'Olmes » (31 924 ha), couvrant 33 communes dont 31 dans l'Ariège et 2 dans l'Aude.

Carte des ZNIEFF de type 1 et 2 à Montségur.
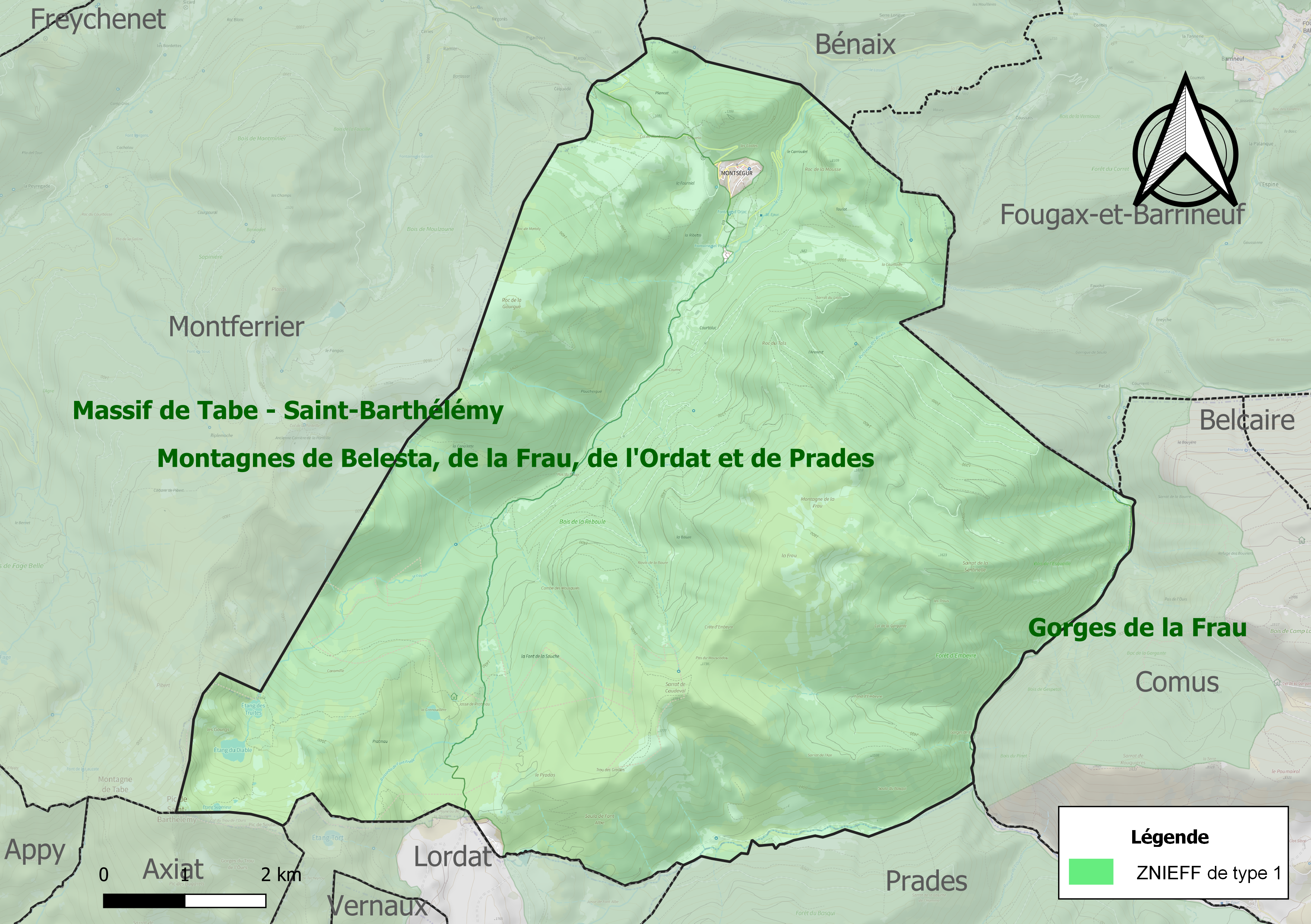
Carte des ZNIEFF de type 1 sur la commune.
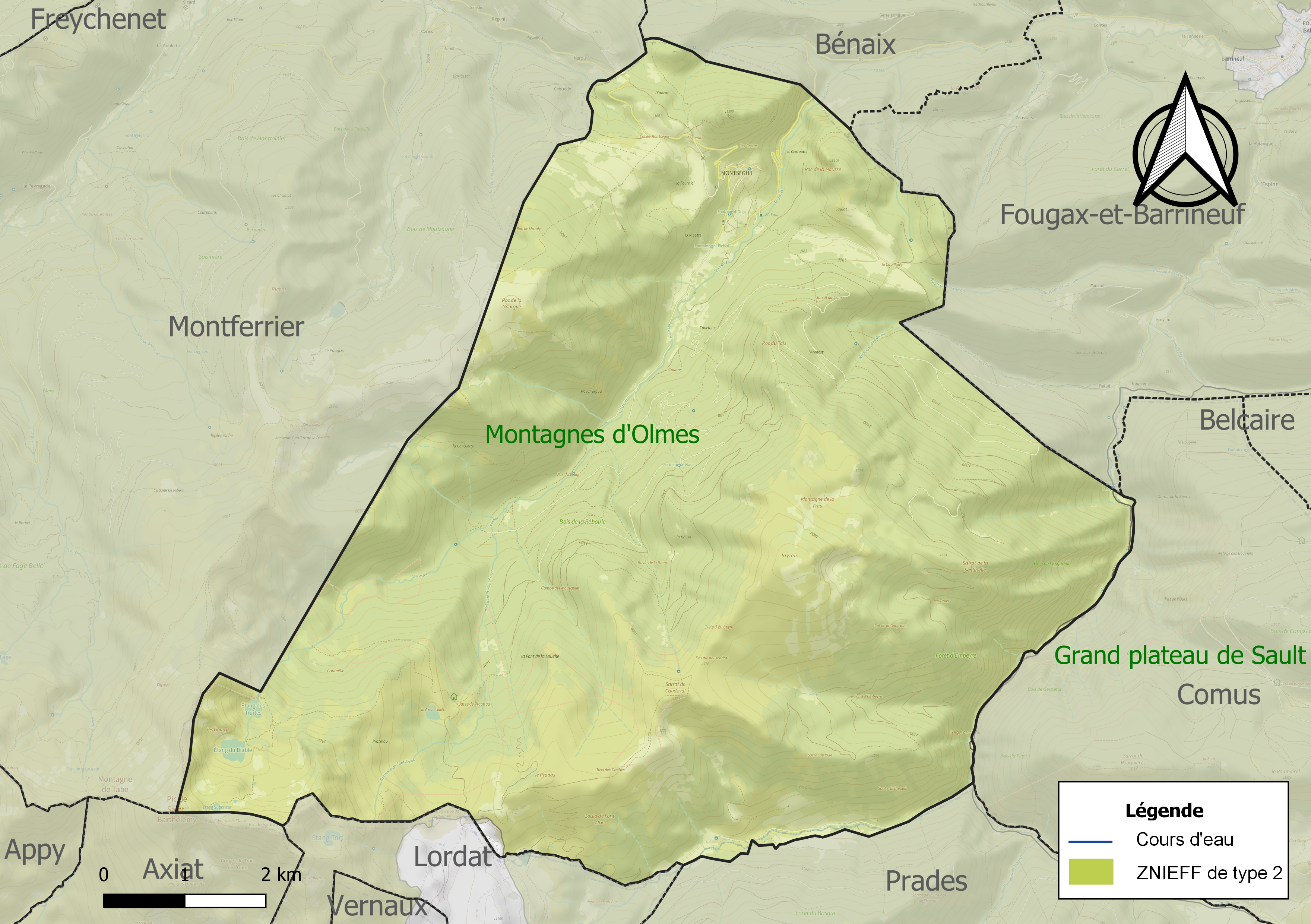
Carte de la ZNIEFF de type 2 sur la commune.

## Urbanisme

### Typologie
Au 1er janvier 2024, Montségur est catégorisée commune rurale à habitat dispersé, selon la nouvelle grille communale de densité à 7 niveaux définie par l'Insee en 2022.
Elle est située hors unité urbaine. Par ailleurs la commune fait partie de l'aire d'attraction de Lavelanet, dont elle est une commune de la couronne,. Cette aire, qui regroupe 28 communes, est catégorisée dans les aires de moins de 50 000 habitants,.

### Occupation des sols

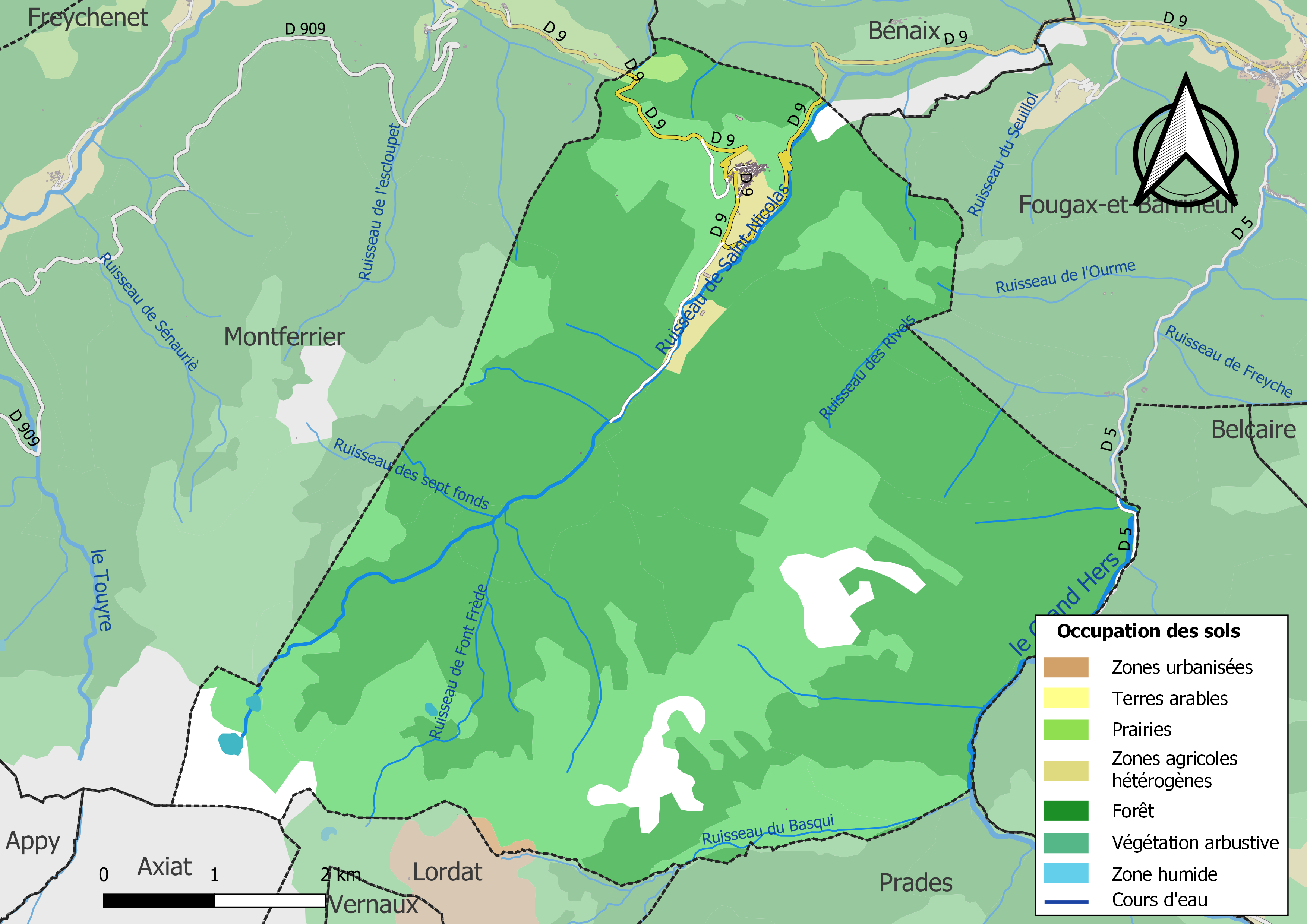
Carte des infrastructures et de l'occupation des sols de la commune en 2018 (CLC).

L'occupation des sols de la commune, telle qu'elle ressort de la base de données européenne d’occupation biophysique des sols Corine Land Cover (CLC), est marquée par l'importance des forêts et milieux semi-naturels (98,1 % en 2018), une proportion identique à celle de 1990 (98,1 %). La répartition détaillée en 2018 est la suivante : 
forêts (64,5 %), milieux à végétation arbustive et/ou herbacée (30,7 %), espaces ouverts, sans ou avec peu de végétation (2,9 %), zones agricoles hétérogènes (1,5 %), mines, décharges et chantiers (0,4 %). L'évolution de l’occupation des sols de la commune et de ses infrastructures peut être observée sur les différentes représentations cartographiques du territoire : la carte de Cassini (XVIIIe siècle), la carte d'état-major (1820-1866) et les cartes ou photos aériennes de l'IGN pour la période actuelle (1950 à aujourd'hui).

### Habitat et logement
En 2018, le nombre total de logements dans la commune était de 151, alors qu'il était de 148 en 2013 et de 148 en 2008.
Parmi ces logements, 41,9 % étaient des résidences principales, 48,9 % des résidences secondaires et 9,2 % des logements vacants. Ces logements étaient pour 86,2 % d'entre eux des maisons individuelles et pour 13,8 % des appartements.
Le tableau ci-dessous présente la typologie des logements à Montségur en 2018 en comparaison avec celle de l'Ariège et de la France entière. Une caractéristique marquante du parc de logements est ainsi une proportion de résidences secondaires et logements occasionnels (48,9 %) supérieure à celle du département (24,6 %) et à celle de la France entière (9,7 %). Concernant le statut d'occupation de ces logements, 73,4 % des habitants de la commune sont propriétaires de leur logement (77,9 % en 2013), contre 66,3 % pour l'Ariège et 57,5 % pour la France entière.
| Typologie                                               | Montségur | Ariège | France entière |
| ------------------------------------------------------- | --------- | ------ | -------------- |
| Résidences principales (en %)                           | 41,9      | 65,7   | 82,1           |
| Résidences secondaires et logements occasionnels (en %) | 48,9      | 24,6   | 9,7            |
| Logements vacants (en %)                                | 9,2       | 9,7    | 8,2            |

### Voies de communication
L'accès à la commune et au château s'effectue par la D9 soit depuis Bélesta ou encore depuis Villeneuve-d'Olmes. Cette route passe le col de Montségur en contrebas du château.

### Risques majeurs
Le territoire de la commune de Montségur est vulnérable à différents aléas naturels : inondations, climatiques (grand froid ou canicule), feux de forêts, mouvements de terrains, avalanche  et séisme (sismicité modérée). Il est également exposé à un risque particulier, le risque radon,.

#### Risques naturels

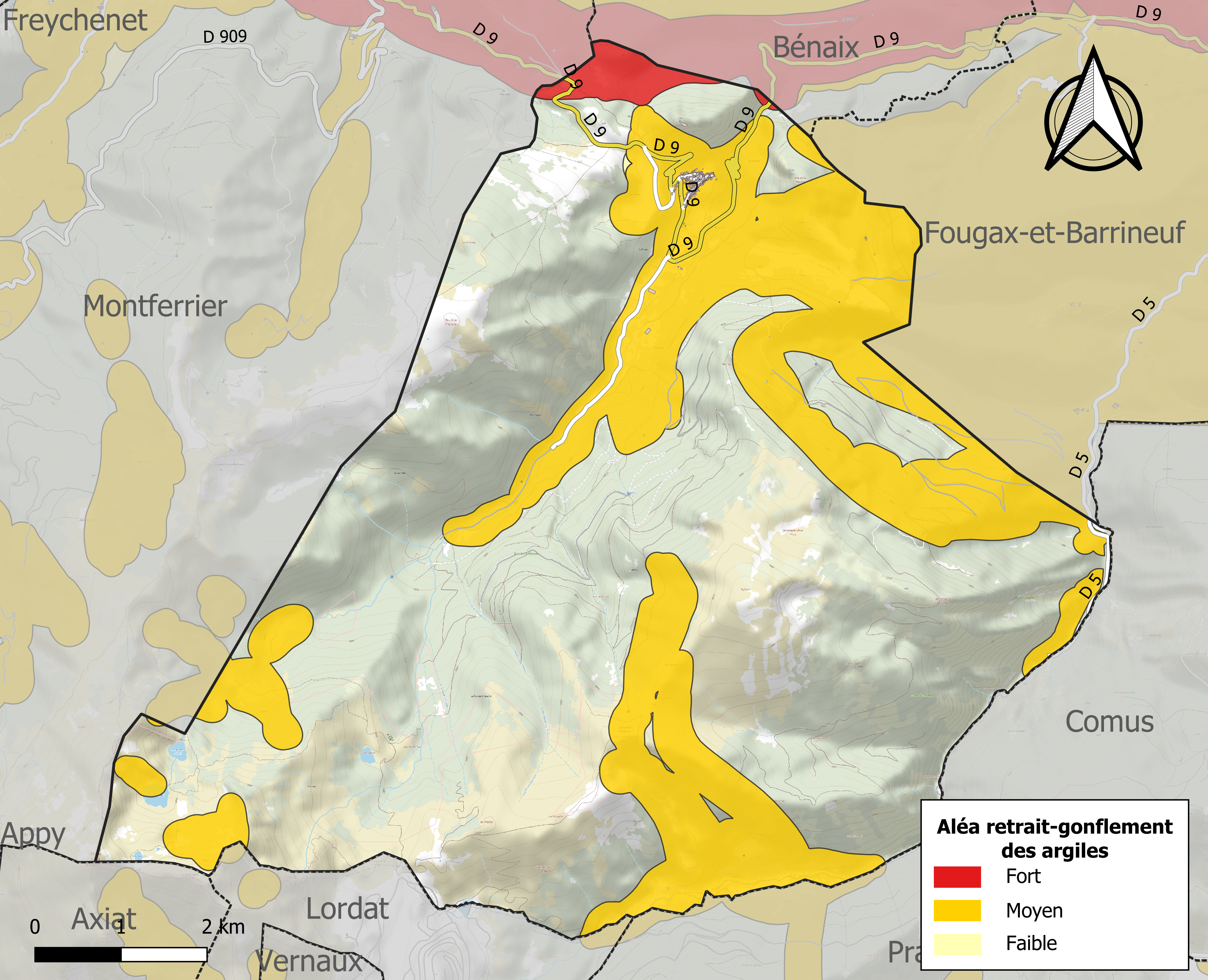
Zonage de l'aléa retrait-gonflement des argiles sur la commune de Montségur.

Certaines parties du territoire communal sont susceptibles d’être affectées par le risque d’inondation par crue torrentielle d'un cours d'eau, ou ruissellement d'un versant.
Les mouvements de terrains susceptibles de se produire sur la commune sont soit des chutes de blocs, soit des glissements de terrains, soit des effondrements liés à des cavités souterraines, soit des mouvements liés au retrait-gonflement des argiles. Près de 50 % de la superficie du département est concernée par l'aléa retrait-gonflement des argiles, dont la commune de Montségur. L'inventaire national des cavités souterraines permet par ailleurs de localiser celles situées sur la commune.

#### Risque particulier
Dans plusieurs parties du territoire national, le radon, accumulé dans certains logements ou autres locaux, peut constituer une source significative d’exposition de la population aux rayonnements ionisants. Toutes les communes du département sont concernées par le risque radon à un niveau plus ou moins élevé. Selon la classification de 2018, la commune de Montségur est classée en zone 3, à savoir zone à potentiel radon significatif.

## Toponymie
Ce village tire son nom de sa situation inexpugnable comme place de guerre (mons securus en latin > mont segur en occitan : (le mont sûr).

## Histoire

### Une occupation ancienne
Les premières traces d'occupation du site remontent à l'époque de l'Homme de Néandertal, il y a environ 80 000 ans comme en témoignent les grottes du Tuteil et de Caougno.
L'époque romaine laissera aussi sa trace puisque l'on a pu retrouver des pièces de monnaie et des outils sur le site et aux alentours.

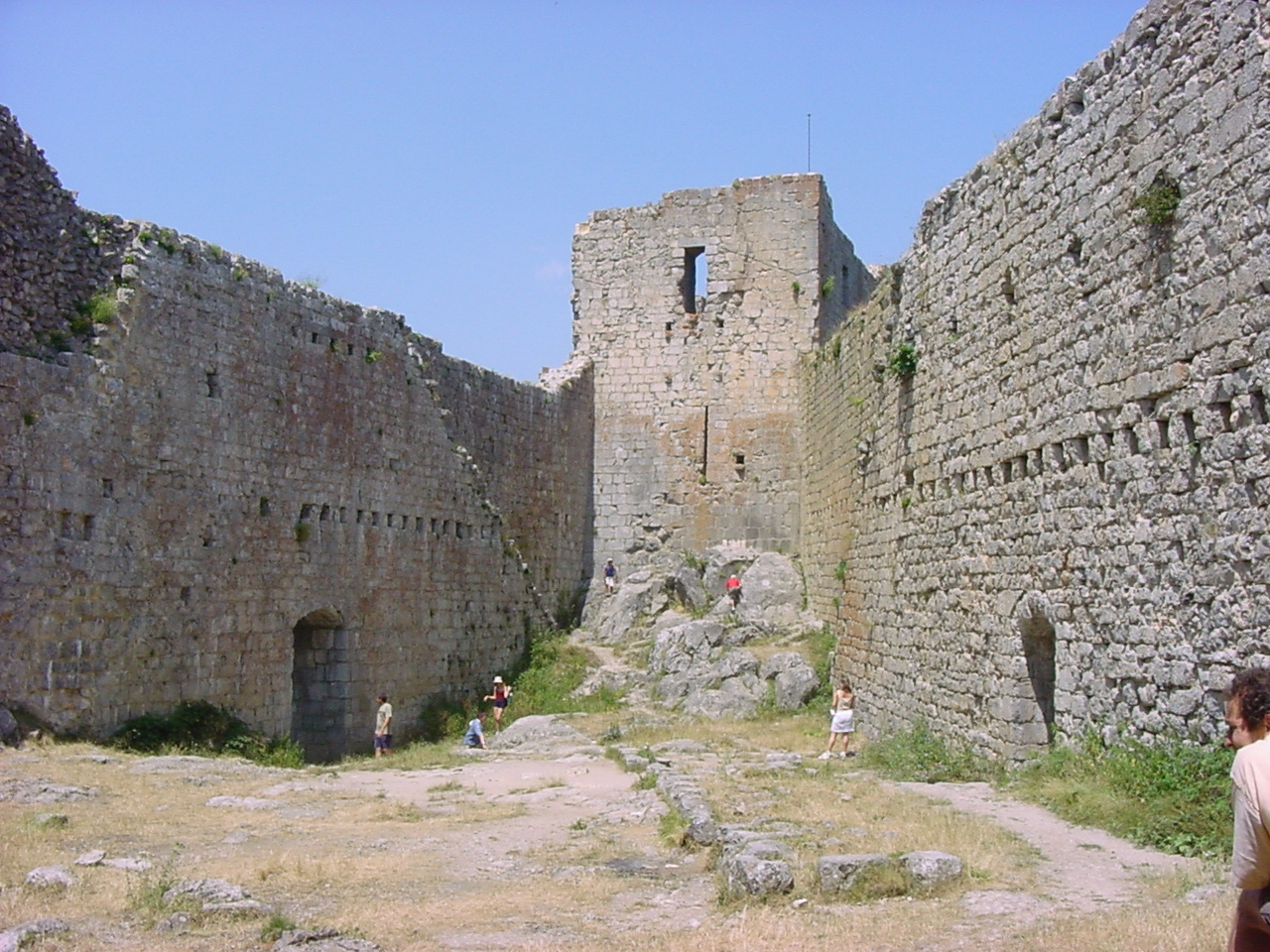
Le château de Montségur.

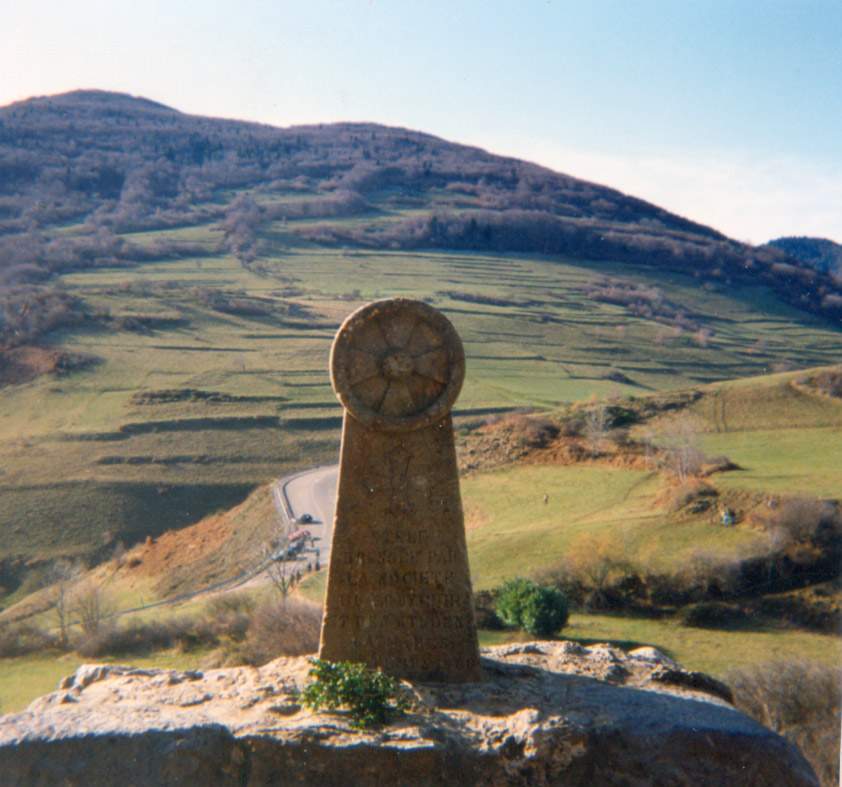

### L'époque médiévale
Au Moyen Âge, Montségur et sa région, passent successivement de la domination des comtes de Toulouse, à celle des vicomtes de Carcassonne, et enfin celle des comtes de Foix. Trois forteresses se succéderont au sommet de la montagne (appelée aussi pog ou pech) qui surplombe le village actuel.
De la première forteresse, on sait peu de choses si ce n'est qu'elle était en ruines aux alentours de 1204. La suivante, impulsée par le seigneur des lieux Raimond de Péreille, fut celle de la période cathare. Le village appelé « Castrum » était à cette époque au sommet de la montagne, dans la forteresse. En juillet 1241, un premier siège eut lieu, mais la forteresse ne fut pas prise.
En mai 1242, c'est de Montségur que déferla à Avignonet un commando parti massacrer les inquisiteurs. Au même moment, Raimond VII de Toulouse entrait en guerre contre le roi de France. Le comte de Toulouse finit par se soumettre car ses alliés anglais et Avignonet furent vaincus. Montségur se trouva alors seul face au pape et au roi, et connaîtra ainsi son second siège.
Au mois de mai 1243, l'ost croisé levé par les évêques méridionaux, encadré par les troupes royales et dirigé par le sénéchal de Carcassonne et l'archevêque de Narbonne vint mettre le siège a Montségur.
Après un siège de dix mois en 1244, le village fut détruit et un peu plus de 200 « bons-hommes » et « bonnes-femmes » furent brulés vifs sur un bûcher. Les Cathares furent obligés de se jeter d'eux-mêmes dans les flammes. Le château fut restauré et remanié vers la fin du XIIIe siècle, pour donner la forteresse actuelle. Un nouveau village fut également construit à l'emplacement actuel.
L'Ahnenerbe, groupe de recherches mystique et ésotérique nazi, créé par Himmler, chercha dans le château cathare de Montségur la trace du Saint-Graal qui aurait été prétendument dissimulé ici par les Cathares avant leur disparition.

## Politique et administration

### Découpage territorial
La commune de Montségur est membre de la communauté de communes du Pays d'Olmes, un établissement public de coopération intercommunale (EPCI) à fiscalité propre créé le 26 décembre 1995 dont le siège est à Lavelanet. Ce dernier est par ailleurs membre d'autres groupements intercommunaux.
Sur le plan administratif, elle est rattachée à l'arrondissement de Pamiers, au département de l'Ariège, en tant que circonscription administrative de l'État, et à la région Occitanie.
Sur le plan électoral, elle dépend du canton du Pays d'Olmes pour l'élection des conseillers départementaux, depuis le redécoupage cantonal de 2014 entré en vigueur en 2015, et de la première circonscription de l'Ariège  pour les élections législatives, depuis le redécoupage électoral de 1986.

### Administration municipale
Le nombre d'habitants au recensement de 2017 étant compris entre 100 et 499, le nombre de membres du conseil municipal pour l'élection de 2020 est de onze,.

### Liste des maires

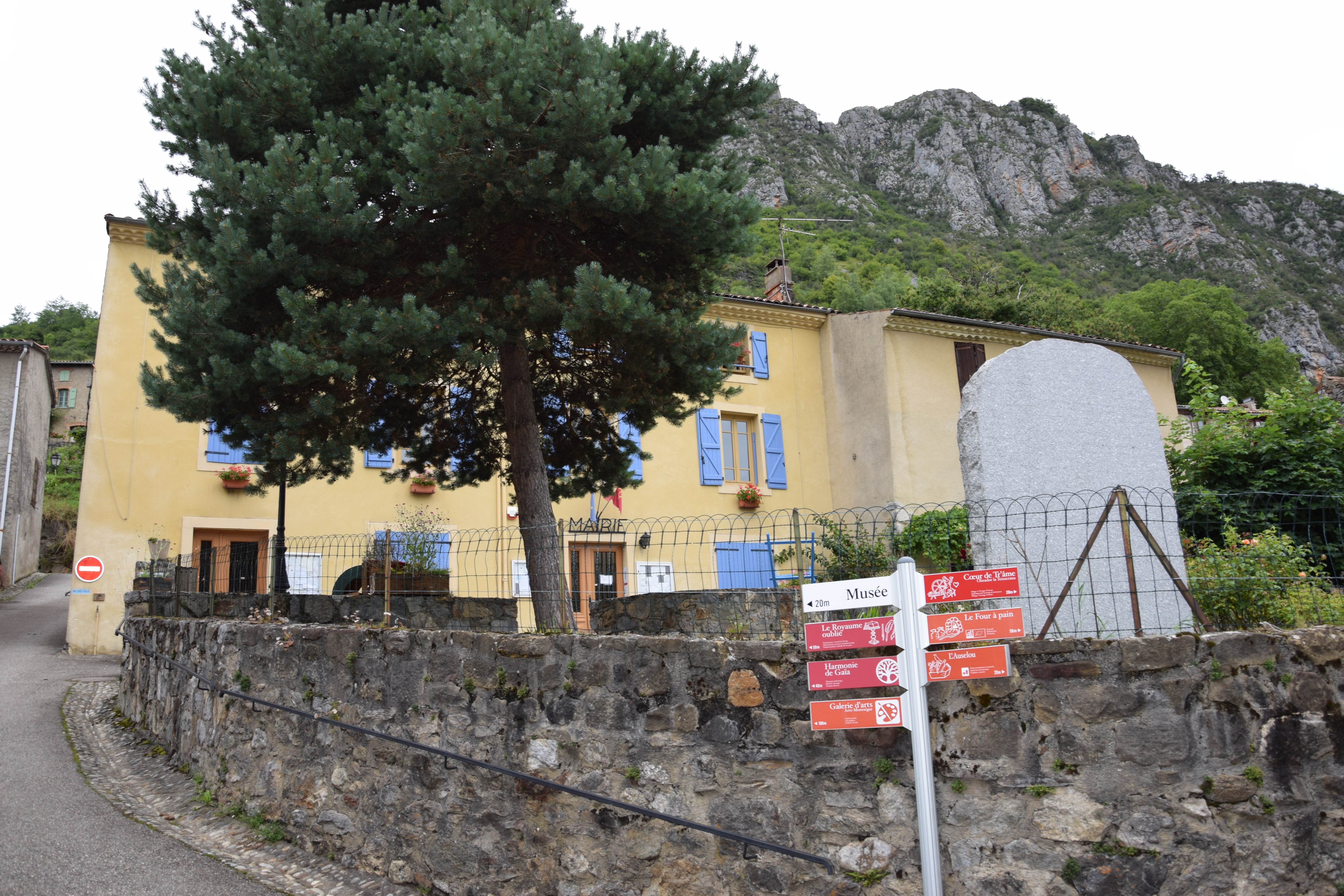
La mairie.

| Période                                  | Période  | Identité        | Étiquette | Qualité                    |
| ---------------------------------------- | -------- | --------------- | --------- | -------------------------- |
| mars 1989                                | 1998     | Simone Salles   |           |                            |
| août 1998                                | 2008     | Philippe Walter |           |                            |
| mars 2008                                | 2014     | Michel François |           |                            |
| mars 2014                                | 2020     | Robert Finance  | SE        | Retraité Fonction publique |
| 2020                                     | En cours | Nicolas Digoudé | SE        |                            |
| Les données manquantes sont à compléter. |          |                 |           |                            |

## Population et société

### Démographie
L'évolution du nombre d'habitants est connue à travers les recensements de la population effectués dans la commune depuis 1793. Pour les communes de moins de 10 000 habitants, une enquête de recensement portant sur toute la population est réalisée tous les cinq ans, les populations de référence des années intermédiaires étant quant à elles estimées par interpolation ou extrapolation. Pour la commune, le premier recensement exhaustif entrant dans le cadre du nouveau dispositif a été réalisé en 2007.

En 2022, la commune comptait 116 habitants, en évolution de −7,2 % par rapport à 2016 (Ariège : +1,48 %, France hors Mayotte : +2,11 %).
| 1793 | 1800 | 1806 | 1821 | 1831 | 1836 | 1841 | 1846 | 1851 |
| ---- | ---- | ---- | ---- | ---- | ---- | ---- | ---- | ---- |
| 587  | 569  | 671  | 722  | 788  | 829  | 820  | 874  | 877  |

| 1856 | 1861 | 1866 | 1872 | 1876 | 1881 | 1886 | 1891 | 1896 |
| ---- | ---- | ---- | ---- | ---- | ---- | ---- | ---- | ---- |
| 800  | 834  | 862  | 788  | 752  | 776  | 743  | 708  | 592  |

| 1901 | 1906 | 1911 | 1921 | 1926 | 1931 | 1936 | 1946 | 1954 |
| ---- | ---- | ---- | ---- | ---- | ---- | ---- | ---- | ---- |
| 549  | 548  | 558  | 463  | 368  | 258  | 236  | 231  | 242  |

| 1962 | 1968 | 1975 | 1982 | 1990 | 1999 | 2006 | 2007 | 2012 |
| ---- | ---- | ---- | ---- | ---- | ---- | ---- | ---- | ---- |
| 237  | 167  | 143  | 131  | 124  | 117  | 109  | 108  | 132  |

| 2017 | 2022 | - | - | - | - | - | - | - |
| ---- | ---- | - | - | - | - | - | - | - |
| 119  | 116  | - | - | - | - | - | - | - |

| selon la population municipale des années : | 1968 | 1975 | 1982 | 1990 | 1999 | 2006 | 2009 | 2013 |
| Rang de la commune dans le département      | 132  | 141  | 137  | 176  | 195  | 211  | 216  | 192  |
| Nombre de communes du département           | 340  | 328  | 330  | 332  | 332  | 332  | 332  | 332  |

### Culture et festivités

#### Dans la culture populaire
- Les Chevaliers Cathares, chanson de Francis Cabrel
- Montségur (Iron Maiden)

### Activités sportives
Randonnée pédestre (chemin du piémont pyrénéen, sentier cathare, GR 107, sentier de grande randonnée), pêche.

### Écologie et recyclage
Réserve naturelle régionale du massif de Saint-Barthélemy

## Économie

### Emploi
| Division       | 2008  | 2013   | 2018   |
| -------------- | ----- | ------ | ------ |
| Commune        | 4,5 % | 10,1 % | 17,2 % |
| Département    | 8,9 % | 11,1 % | 11,2 % |
| France entière | 8,3 % | 10 %   | 10 %   |

En 2018, la population âgée de 15 à 64 ans s'élève à 58 personnes, parmi lesquelles on compte 82,8 % d'actifs (65,5 % ayant un emploi et 17,2 % de chômeurs) et 17,2 % d'inactifs,. En  2018, le taux de chômage communal (au sens du recensement) des 15-64 ans est supérieur à celui du département et de la France, alors qu'en 2008 la situation était inverse.
La commune fait partie de la couronne de l'aire d'attraction de Lavelanet, du fait qu'au moins 15 % des actifs travaillent dans le pôle,. Elle compte 28 emplois en 2018, contre 23 en 2013 et 22 en 2008. Le nombre d'actifs ayant un emploi résidant dans la commune est de 40, soit un indicateur de concentration d'emploi de 70 % et un taux d'activité parmi les 15 ans ou plus de 48,5 %.
Sur ces 40 actifs de 15 ans ou plus ayant un emploi, 23 travaillent dans la commune, soit 58 % des habitants. Pour se rendre au travail, 62,5 % des habitants utilisent un véhicule personnel ou de fonction à quatre roues, 22,5 % s'y rendent en deux-roues, à vélo ou à pied et 15 % n'ont pas besoin de transport (travail au domicile).

### Activités hors agriculture
17 établissements sont implantés  à Montségur au 31 décembre 2019.
Le secteur du commerce de gros et de détail, des transports, de l'hébergement et de la restauration est prépondérant sur la commune puisqu'il représente 52,9 % du nombre total d'établissements de la commune (9 sur les 17 entreprises implantées  à Montségur), contre 27,5 % au niveau départemental.

### Agriculture
|                                   | 1988 | 2000 | 2010 |
| --------------------------------- | ---- | ---- | ---- |
| Exploitations                     | 9    | 3    | 2    |
| Superficie agricole utilisée (ha) | 247  | 288  | nd   |

La commune fait partie de la petite région agricole dénommée « Région pyrénéenne ». Deux exploitations agricoles ayant leur siège dans la commune sont dénombrées lors du recensement agricole de 2010 (neuf en 1988).

## Culture locale et patrimoine

### Lieux et bâtiments
- Château de Montségur.
- Le Chemin des Bonshommes sur le GR 107.
- Monument commémoratif.
- Grotte de las Morts.
- Abreuvoirs.
- Lavoir.
- Église de la Nativité-de-la-Sainte-Vierge[63].

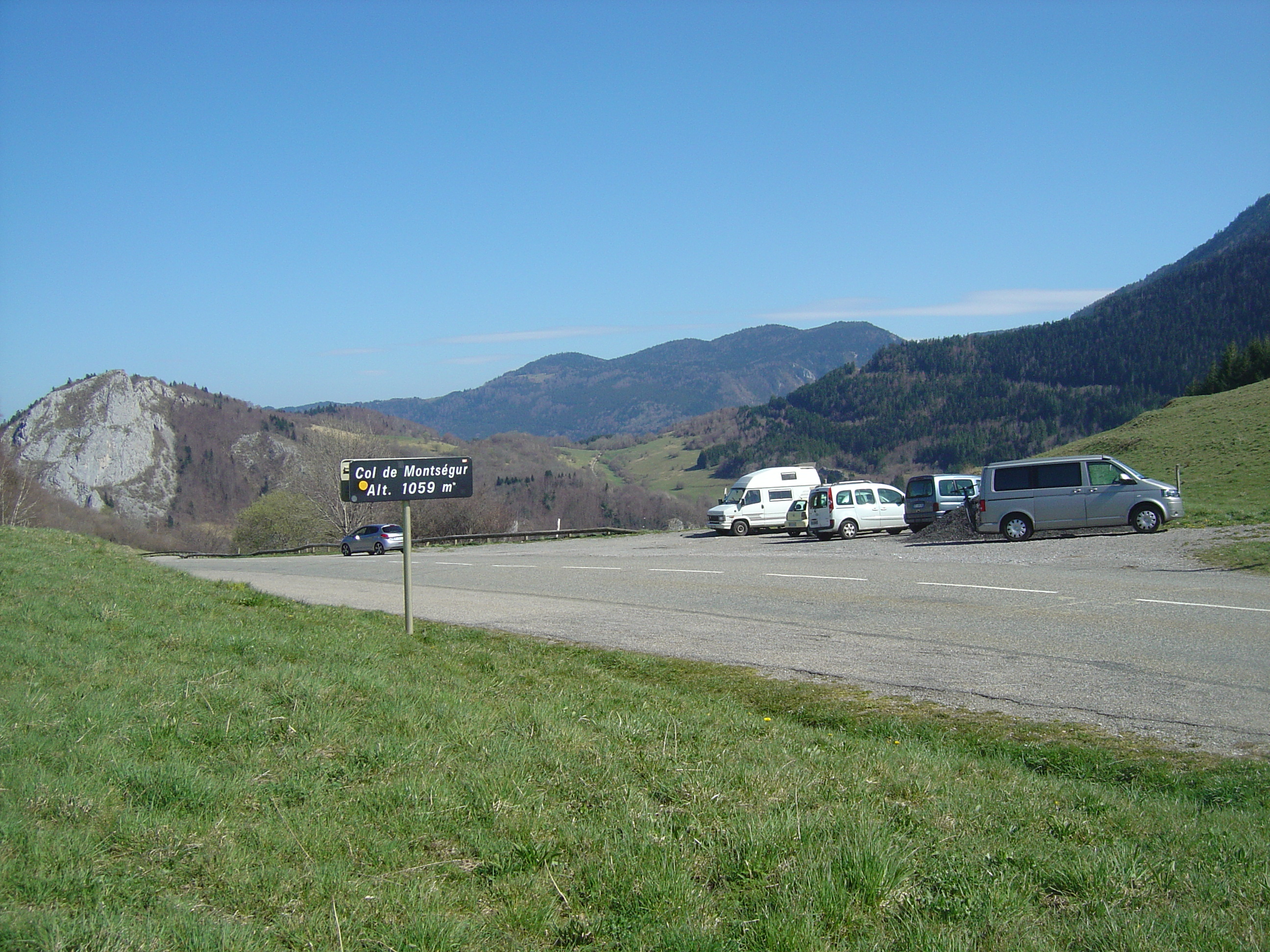
Col de Montségur, indiqué à 1 059 m par ce panneau mais à 1 056 m sur les cartes IGN.
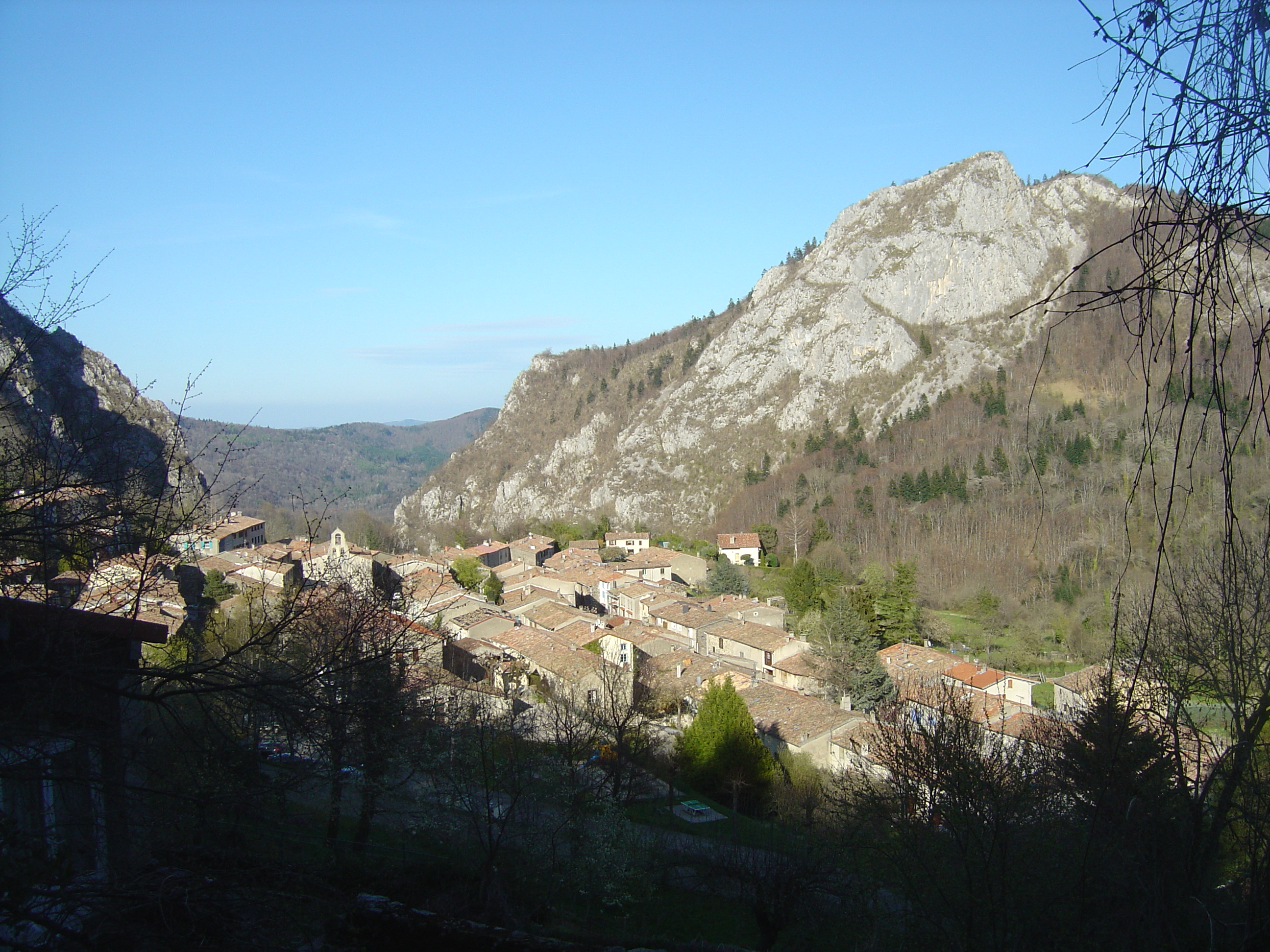
Village de Montségur et roc de la Mousse (1 126 m).
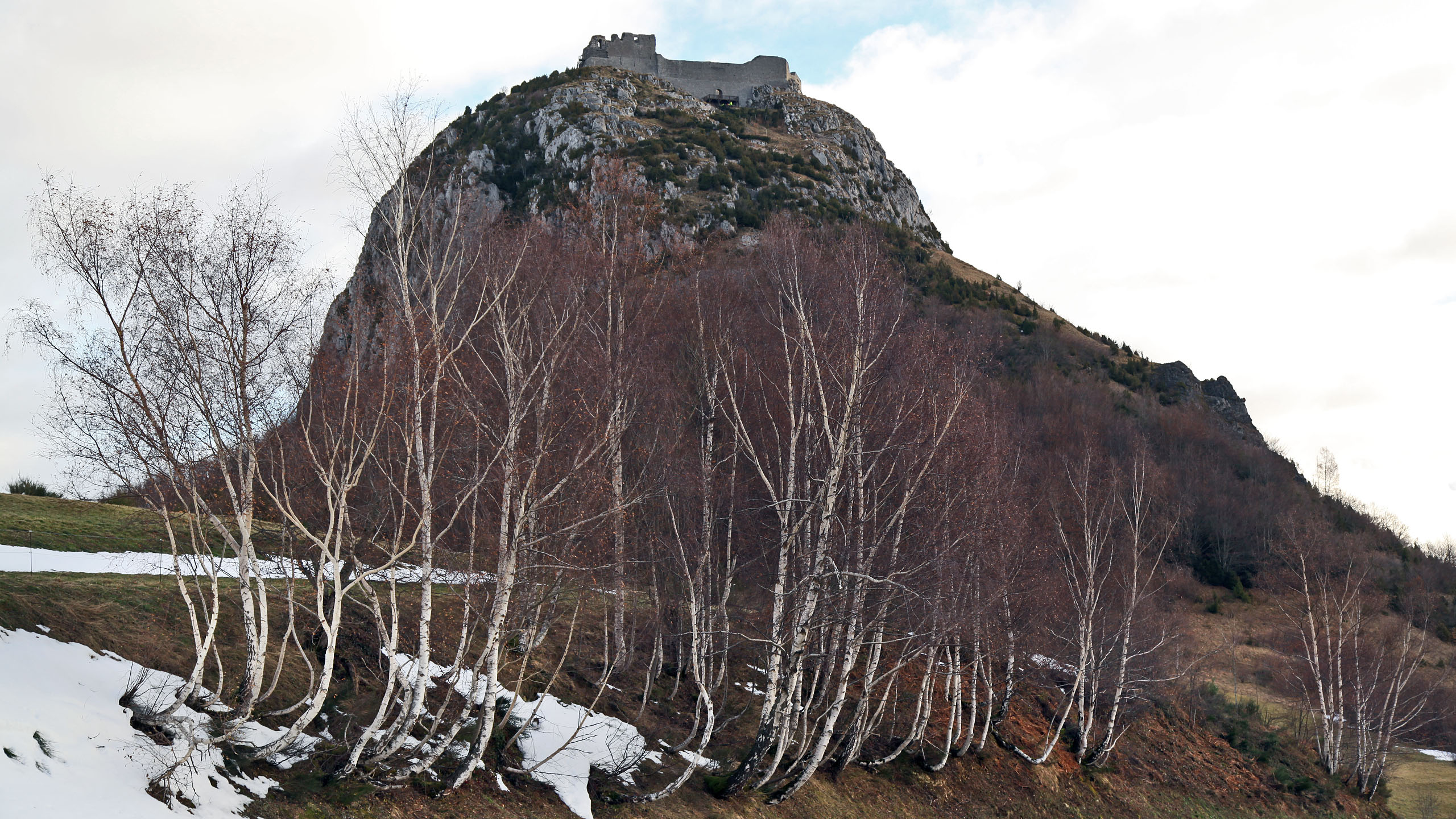
Le château de Montségur
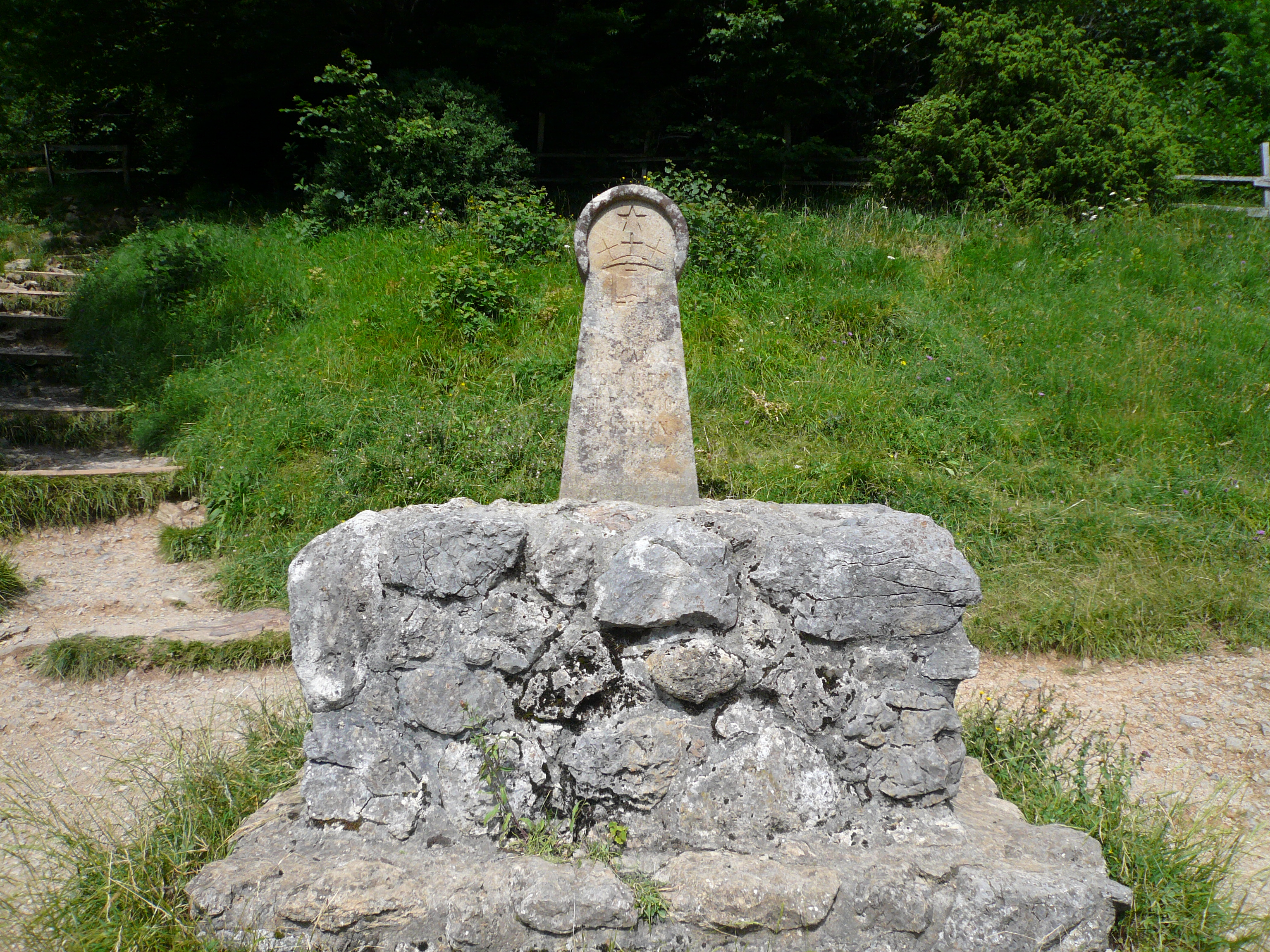
Monument commémoratif au pied du pog de Montségur.
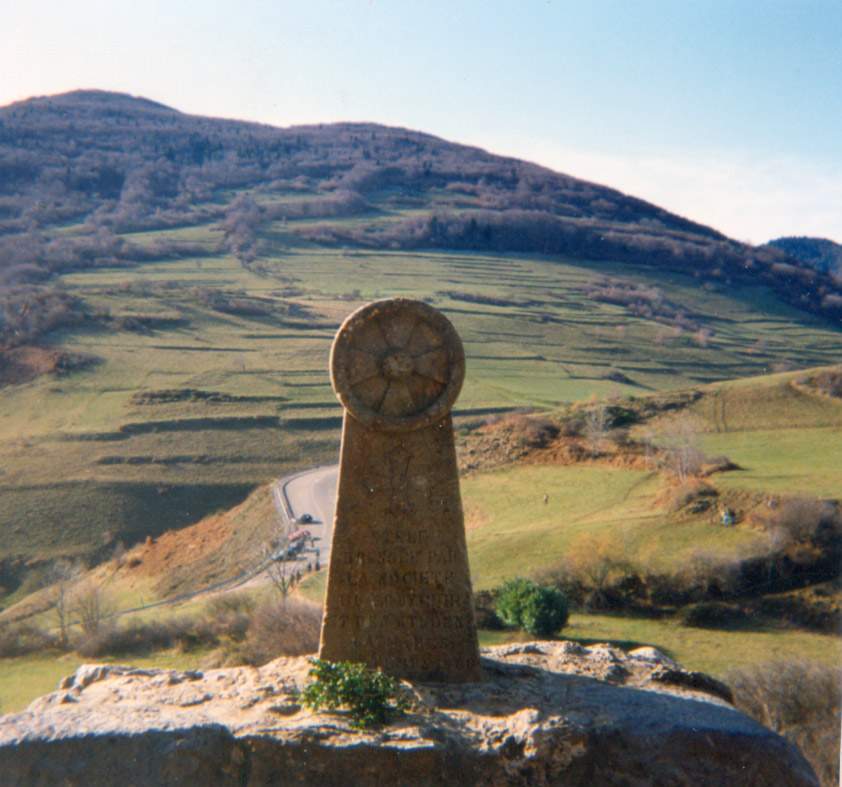
Monument commémoratif avec vue sur la vallée.
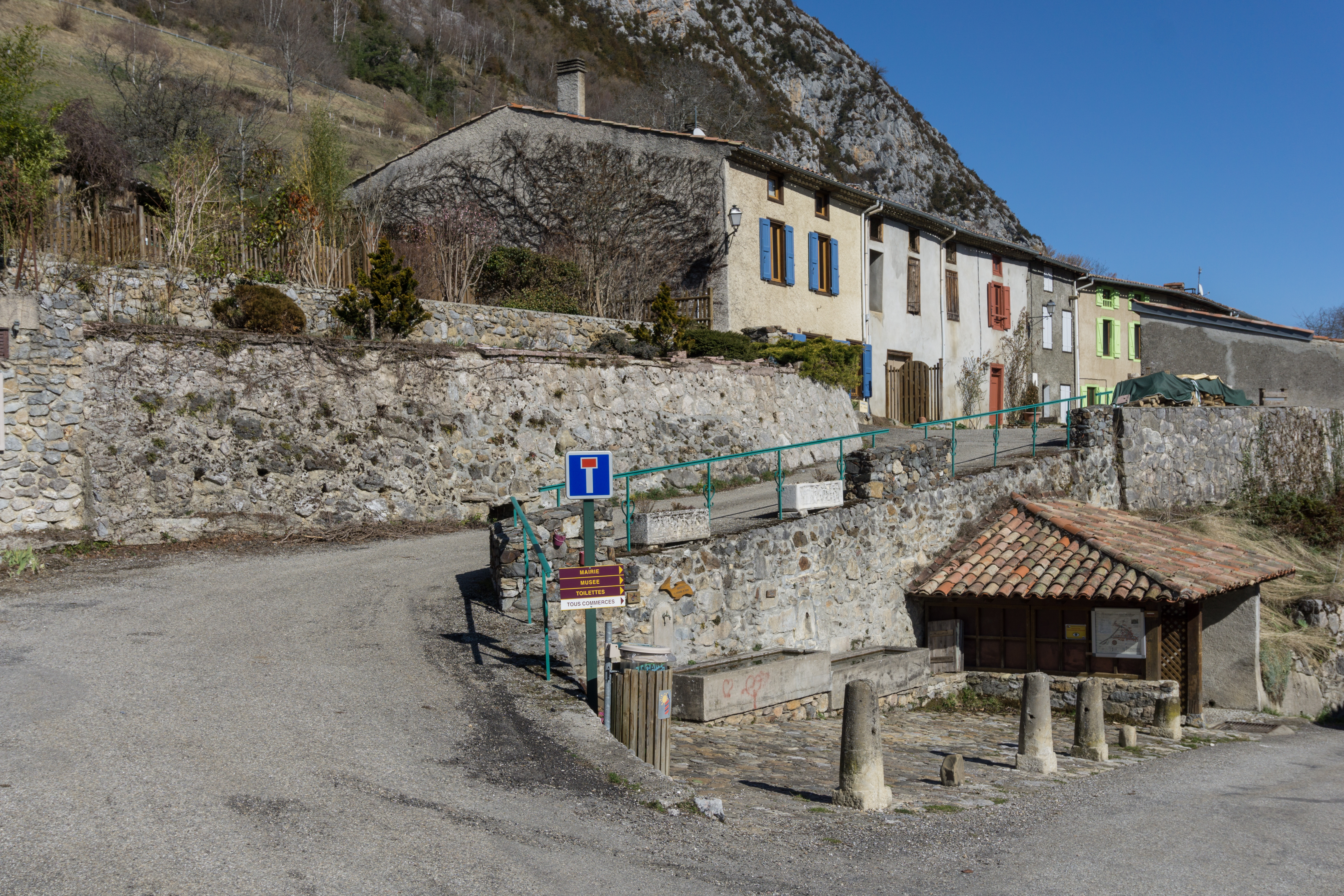
Deux abreuvoirs et un lavoir.
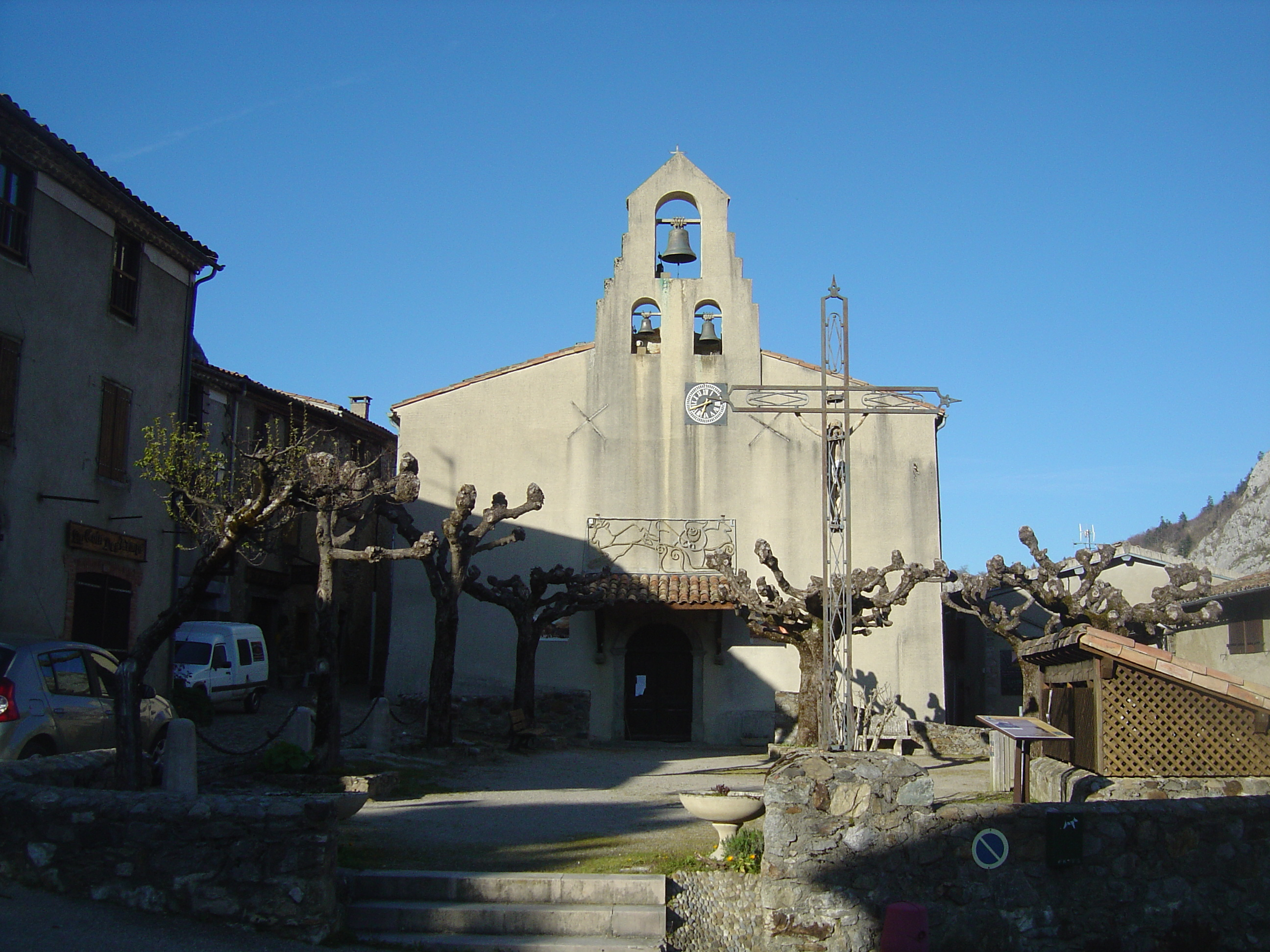
Église de la Nativité-de-la-Sainte-Vierge.
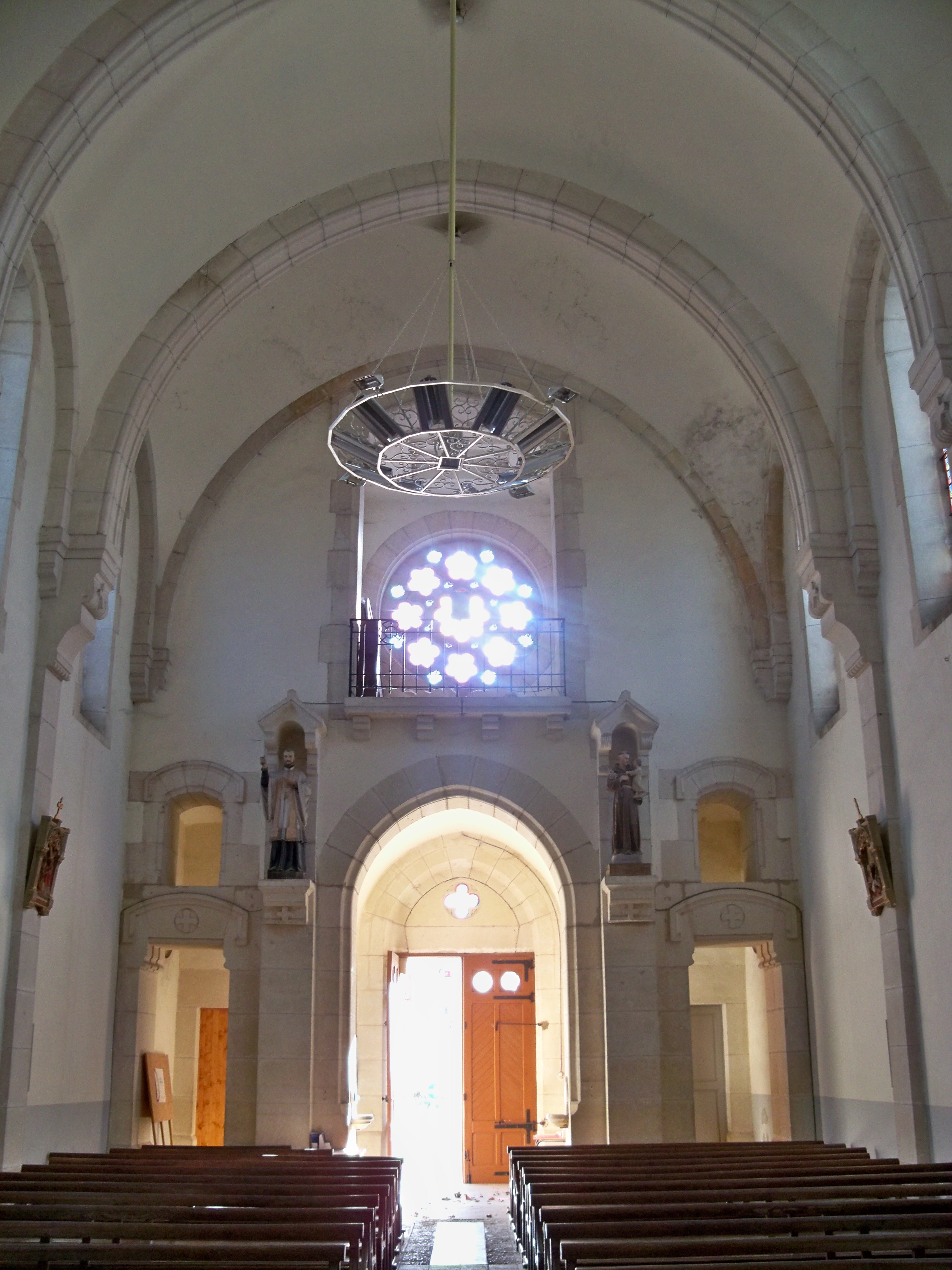
Partie arrière de la nef avec l'entrée.
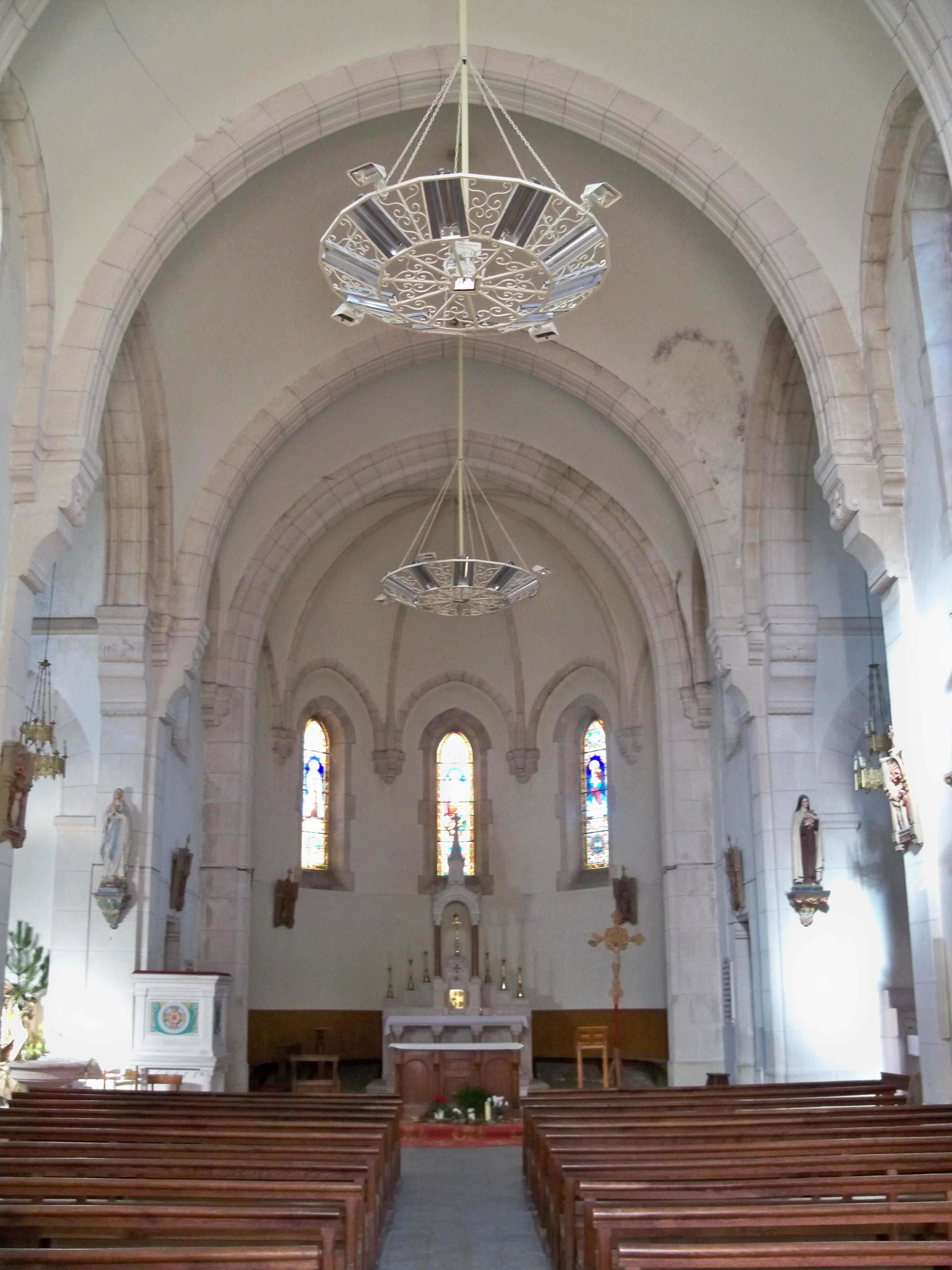
La nef et le chœur. Le maître autel et le tabernacle surmonté d'un ciborium sont en marbre blanc.
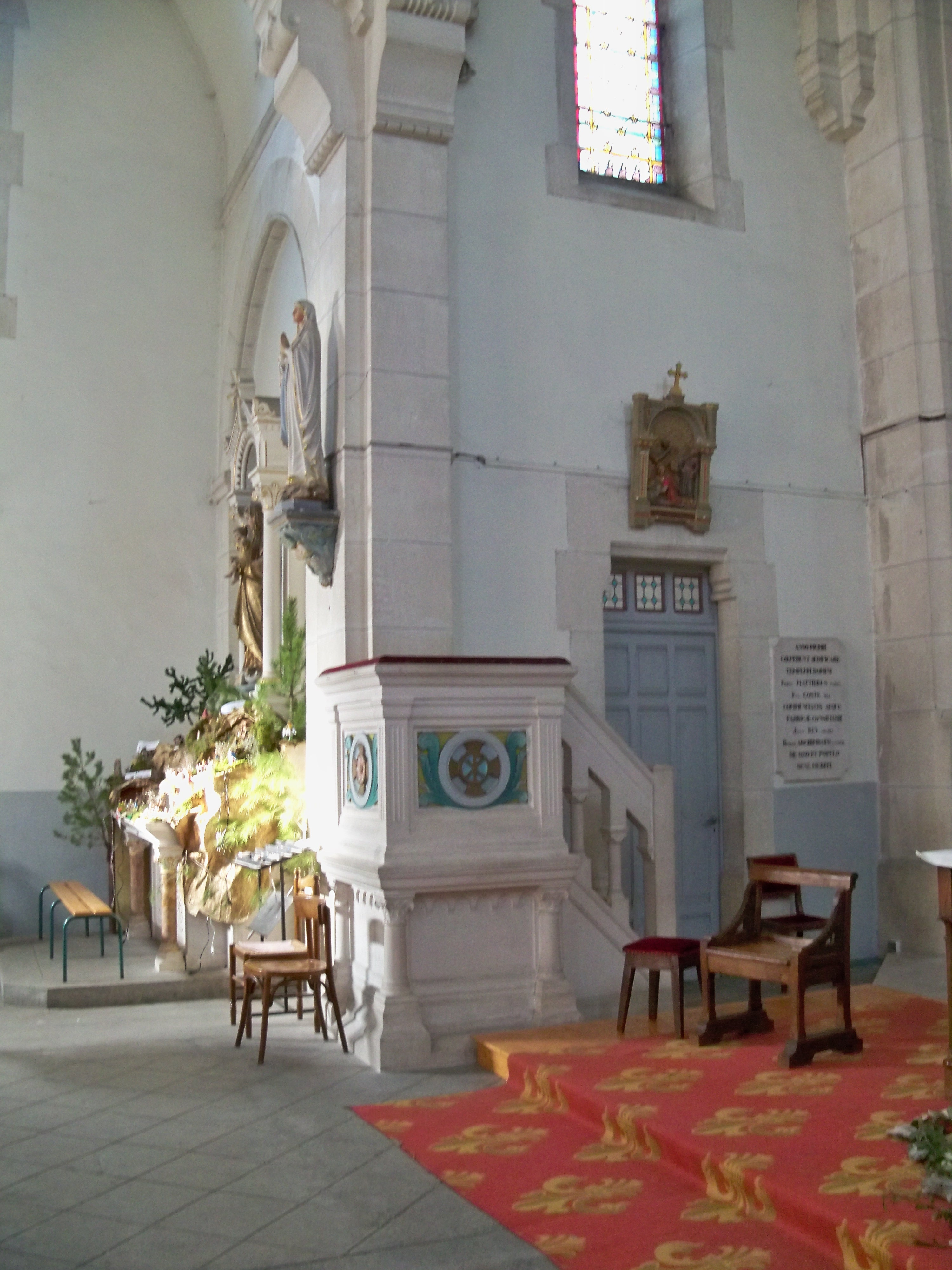
Chapelle de la Vierge Marie décorée avec une crèche de Noël et la chaire.

### Personnalités liées à la commune
- Raymond de Péreille
- Les Faydit
- Pierre-Roger de Mirepoix
- Géraud de Niort
- Julien-Marie Durand (1904-1970) fut curé de la commune, archéologue et préhistorien.
- Richard Stanley (né en 1966), réalisateur[64].

### Cinéma
Otso Tiainen réalise Shadowland, entre le documentaire et le folk horror, tourné en 2022 notamment au pog de Montségur, avec Richard Stanley. Des drones sont utilisés pour le tournage.

### Héraldique
| Blason | Blasonnement : De gueules à la croix cathare d’or. |

## Pour approfondir